# Дочь тамбурмажора
«Дочь тамбурмажо́ра» (фр. La Fille du tambour-major) — комическая опера, или оперетта, в трёх актах и четырёх картинах французского композитора Жака Оффенбаха на либретто Альфреда Дюрю и Анри Шиво.
Премьера оперетты состоялась 13 декабря 1879 года в парижском театре Фоли-Драматик. Это было последнее сочинение Оффенбаха исполненное при жизни, так как последующие — оперетты «Прекрасная Люретта», «Мадемуазель Мушерон» и опера «Сказки Гофмана» — были исполнены уже после смерти композитора.

## Музыка
«Дочь тамбурмажора» принадлежит к числу наиболее ярких произведений Оффенбаха, что свидетельствует о том, что смертельно больной в то время Оффенбах был и в последние годы своей жизни в периоде творческого расцвета. Оперетту наполняют маршеобразные ритмы. Оффенбах музыкально характеризует французских солдат, как носителей жизнерадостного, свободолюбивого начала, изобретательных в выдумке, неутомимых в жажде приключений. Он поэтически приукрашивает их, романтически преображая действительное положение вещей. Являющаяся одним из лейтмотивов оперетты песенка дочери тамбурмажора именно такой рисует французскую армию. Характерно, как меняются позиции композитора: армия Наполеона опоэтизирована в той же степени, в какой за 12 лет до этого в «Великой герцогине Герольштейнской» осмеяна армия Наполеона III. Благодаря тому, что Оффенбах прославил те идеалы, которые некогда ни во что не ставил, он снова стал кумиром толпы.

## Особенности сюжета
Оперетта написана на военно-патриотический сюжет и воспевает итальянский поход молодого Бонапарта. По духу сюжет близок к опере «Дочь полка» (1840) Гаэтано Доницетти. Сюжет оперы Доницетти подвергся либреттистами Оффенбаха существенным изменениям, но основной характер его — патриотическое воспевание армии как дружеской среды — остаётся незыблемым.
Действие происходит, когда Наполеон в 1806 году вторгается в Ломбардию во время австрийской оккупации Италии. Героиня оперетты — смелая девушка-патриотка, бросившая роскошный княжеский дом и ушедшая в армию простой маркитанткой.
В оперетте имеются буффонно-сатирические элементы. Скромные и добродетельные воспитанницы монастырского пансиона поют то торжественный молитвенный хорал, то весёлую легкомысленную песенку, в зависимости от того, следит ли за ними мать-настоятельница или нет. Этот приём впоследствии повторит Флоримон Эрве в своей оперетте «Мадемуазель Нитуш», позаимствовав из «Дочери тамбурмажора» вышеприведенную сценическую ситуацию.

## Действующие лица
- Stella — Стелла, сопрано
- Le lieutenant Robert — Лейтенант Роберт, баритон
- Griolet — Гриоле, портной, тенор
- Monthabor — Монтабор, тамбурмажор, отец Стеллы, баритон
- Claudine — Клодин, трактирщица, полковая маркитанка, сопрано
- Le duc della Volta — Герцог делла Вольта, тенор
- La duchesse della Volta — Герцогиня делла Вольта, его жена, меццо-сопрано
- Clampas — Клампа, трактирщик, баритон
- Мать-настоятельница, сопрано
- Francesca — Франческа, сопрано

Хор: солдаты, монахини, обитатели монастыря, дамы и господа, народ.

## Интересные факты
- Во время первого исполнения, когда во время шествия победоносных французских войск прозвучал мотив «Песни выступления» (патриотический гимн времен Великой французской революции) весь зал встал от восторга.
- В 1942 году актёры Московского театра оперетты в рекордно короткие сроки  эвакуации в Новокузнецке поставили «Дочь тамбурмажора» Оффенбаха, вселяя оптимизм и веру в общую победу[3].
- 10 июня 1944 года, после снятия блокады Ленинграда, «Дочь тамбурмажора» была возобновлена силами режиссёра Николая Янета и актёров Ленинградского театра музыкальной комедии[4].